# Hagnagora lex
Hagnagora lex là một loài bướm đêm trong họ Geometridae.